# Bryophila seladona
Bryophila seladona is een vlinder uit de familie uilen (Noctuidae). De wetenschappelijke naam is voor het eerst geldig gepubliceerd in 1885 door Christoph.
De soort komt voor in Europa.